# Ољдза
Ољдза (слч. Oľdza, мађ. Olgya) насељено је мјесто са административним статусом сеоске општине (слч. obec) у округу Дунајска Стреда, у Трнавском крају, Словачка Република.

## Становништво
| Година:    | 1994. | 2004.    | 2014.    | 2024.    |
| ---------- | ----- | -------- | -------- | -------- |
| Број људи: | 263   | 325      | 457      | 641      |
| Разлика:   |       | +23,57 % | +40,61 % | +40,26 % |

| Година:    | 2023. | 2024.   |
| ---------- | ----- | ------- |
| Број људи: | 604   | 641     |
| Разлика:   |       | +6,12 % |

Према подацима о броју становника из 2011. године насеље је имало 422 становника.